# Komorowo (powiat ostrowski)
Komorowo – wieś sołecka w Polsce położona w województwie mazowieckim, w powiecie ostrowskim, w gminie Ostrów Mazowiecka.
Administracyjnie na terenie wsi funkcjonują dwa sołectwa Komorowo i Osiedle Wojskowe Komorowo.
Do 1954 w gminie Komorowo. W latach 1954–1972 wieś należała i była siedzibą władz gromady Komorowo. W latach 1975–1998 miejscowość należała administracyjnie do województwa ostrołęckiego.
Wierni Kościoła rzymskokatolickiego należą do parafii cywilno-wojskowej św. Jozafata Biskupa i Męczennika w Komorowie.

## Historia

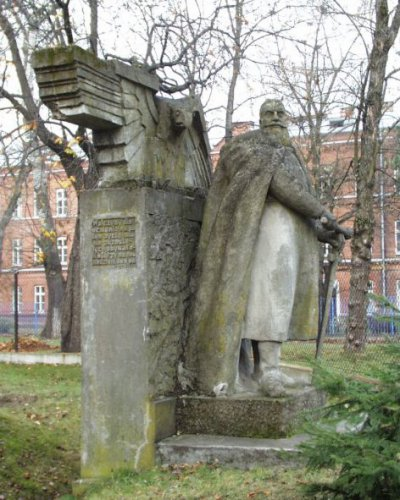
Jeden z pominków na terenie Szkoły Podchorążych Piechoty, autor Wojciech Durek

Wieś szlachecka położona była w drugiej połowie XVI wieku w powiecie ostrowskim ziemi nurskiej. Od XIX wieku miejscowość miała charakter garnizonu. W okresie zaboru rosyjskiego miejsce stacjonowania 23 Niżowskiego Pułku Piechoty i 24 Simbirskiego Pułku Piechoty. W latach 1891–1893 powstał tutaj kompleks koszar wojskowych.
W czasie I wojny światowej obiekty wojskowe użytkowane były przez wojska niemieckie, a po 1918 roku przez Wojsko Polskie. W latach 1926–1939 miejscowość była siedzibą Szkoły Podchorążych Piechoty.
W okresie międzywojennym w koszarach w Komorowie stacjonował 18 Pułku Artylerii Lekkiej, a przejściowo także inne jednostki WP m.in. 5 Pułku Piechoty Legionów, 85 Pułku Strzelców Wileńskich, 84 Pułku Strzelców Poleskich.
Podczas okupacji hitlerowskiej koszary były częściowo wykorzystywane przez Wehrmacht, a częściowo przeznaczono je na obóz jeniecki, najpierw dla żołnierzy polskich, a potem dla jeńców sowieckich (Stalag 333).